# Quello che hai
Quello che hai è un EP dell'hardcore punk band napoletana Contropotere. L'EP è conosciuto anche col nome Solo selvaggi.

## Tracce
1. Quello che hai – 3:34
2. Zona luce – 2:11
3. Naufraga – 2:15
4. Briganti – 2:42